# Gesundbrunnen (Dübener Heide)
Koordinaten: 51° 37′ 18″ N, 12° 37′ 0″ O
Der Gesundbrunnen ist eine Natrium- und nitritarme Eisenquelle im Wald der Dübener Heide nahe der Kurstadt Bad Düben.

## Die Sage vom Dübener Gesundbrunnen
An einer Tafel neben dem Gesundbrunnen steht eine Tafel mit folgender Sage:

„Ein Wanderbursche zog nach langer Abwesenheit seinem Heimatort Düben entgegen. Entkräftet legte er sich in der Nähe des wüsten Dorfes Kabesicz zur Ruhe. In der Nacht wachte er auf und sah ein kleines Männlein, das sich mit einem Stein abmühte. Er half dem Männlein, und unter dem Stein sprang ein Quell hervor. Das Männlein empfahl ihm, davon zu trinken und er spürte seine Kräfte wiederkommen. Beschwingt machte er sich auf und erreichte seine Lieben. Seit vielen Jahrhunderten nutzt seitdem die Bevölkerung die Kräfte des Gesundbrunnens - Schönheit und Lebensmut erringt der, der ihn trinkt.“

Zudem gibt es noch eine ausführlichere Fassung der Sage.

## Lage
Der Gesundbrunnen befindet sich ca. 3,4 km von Bad Düben entfernt im Wald der Dübener Heide. Am besten kann der Gesundbrunnen zu Fuß oder per Fahrrad erreicht werden. Als Ausgangspunkt bietet sich der Parkplatz „Kurgebiet“ an der Obermühle in der Parkstraße, Bad Düben an. Von dort kann der 3,4 km lange Zielweg (Terrainkurweg TK3) oder der 7 km lange Rundweg (Terrainkurweg TK4) genutzt werden. Die Wege sind flach und gut ausgebaut.

## Entstehung

### Geologie
Aus geologischer Sicht befindet sich die Quelle an einem besonderen Ort. Das Landschaftsbild der Dübener Heide ist gekennzeichnet durch pleistozäne Endmoränenenbildungen mit vorgelagerten Schmelzwasserbildungen. Diese Landschaft ist durch kleine, meist bewaldete Hügel gekennzeichnet. Der Boden besteht überwiegend aus Sand-Braunpodsol mit teilweiser Moorbildung. An dieser Stelle entspringt die Quelle.

### Hydrologie
Bei dem Gesundbrunnen handelt es sich um eine natrium- und nitritarme Eisenquelle. Der Eisengehalt des Wassers ist so hoch, dass er rein optisch nachweisbar ist. Dies ist durch die rotbraune Färbung an der Brunneneinfassung, der Steine und dem Schlick im Bachlauf erkennbar. Mit dem bloßen Auge sind die mikroskopisch kleinen Eisenpartikel im Wasser jedoch nicht sichtbar. Vermutlich wurde das Eisen im Tertiär vor rund 30 Mio. Jahren am Grunde eines Meeres abgelagert. Das Grundwasser kommt hier aus tieferen Schichten, in denen eine physikalische Ausfällung des Eisens aus den dortigen Gesteinsschichten stattfand. Durch den langen Kontakt mit dem Wasser werden diese ausgewaschenen Teilchen bis an die Erdoberfläche transportiert. Gelangen sie an die Oberfläche und in den Bachlauf, dann oxidiert das zweiwertige Eisen zu dreiwertigem Eisen, einfach ausgesprochen, das Eisen verrostet. Das ergibt die rotbraune Färbung an den Steinen und im Schlick des Bachlaufs. Mit jedem Tropfen Wasser setzen diese Eisenpartikel an allem Fest, was das Wasser berührt. Der sandige Waldboden eignet sich dazu besonders gut, so dass der Sand gänzlich eingefärbt wird und am Grund des Bachlaufes so Eisenschlamm entsteht.

## Fotogalerie

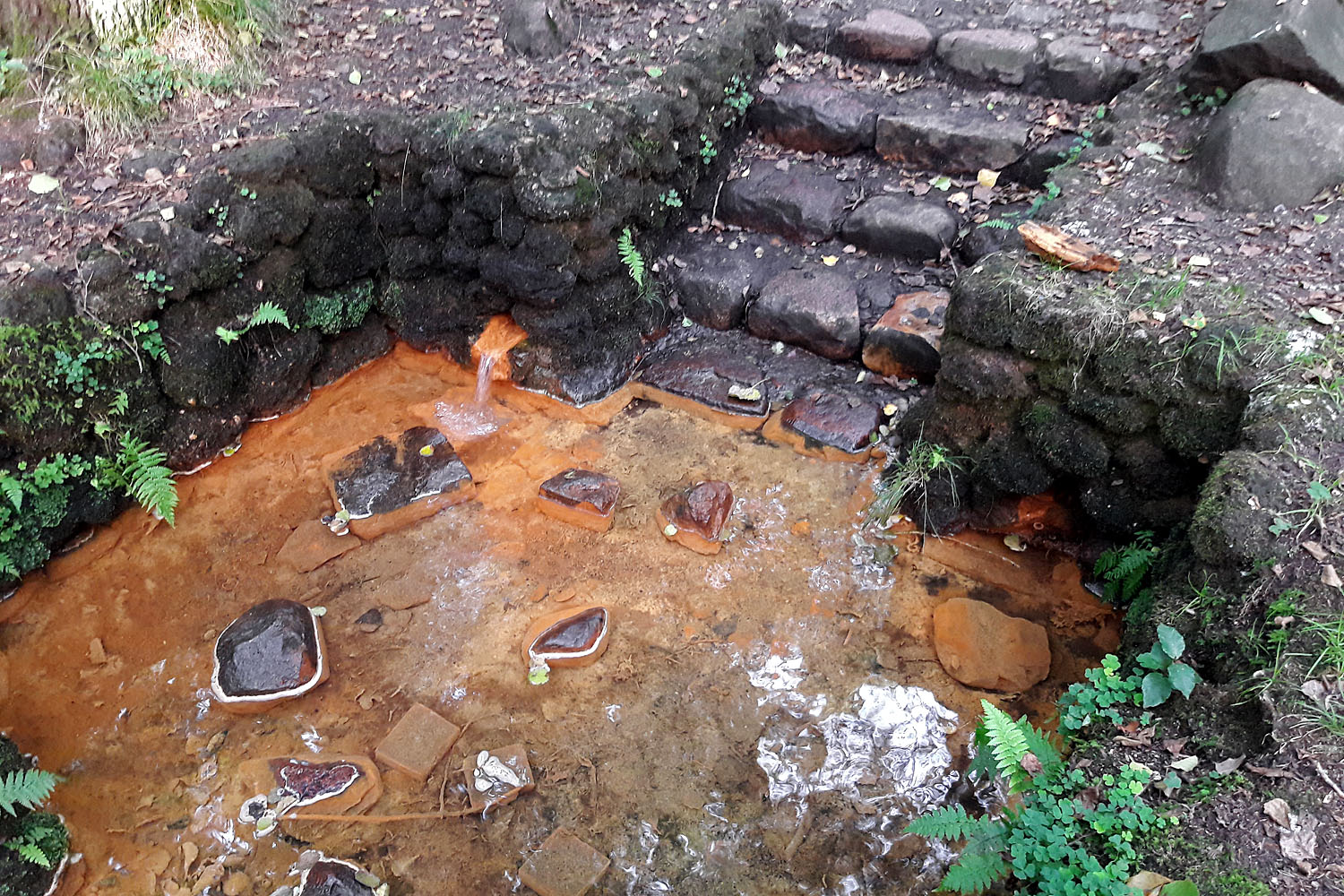
Gesundbrunnen (2017)
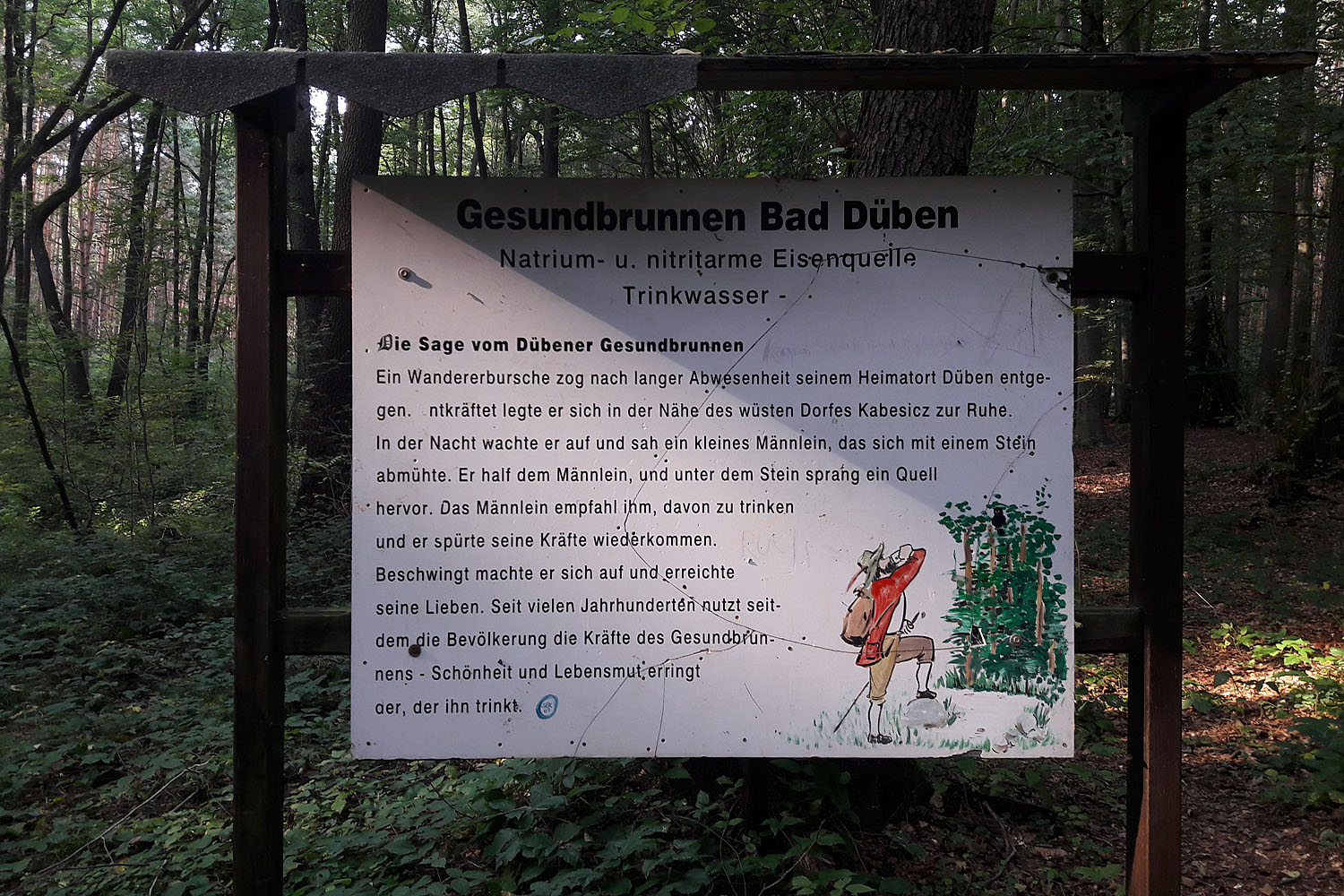
Tafel mit Sage (2017)
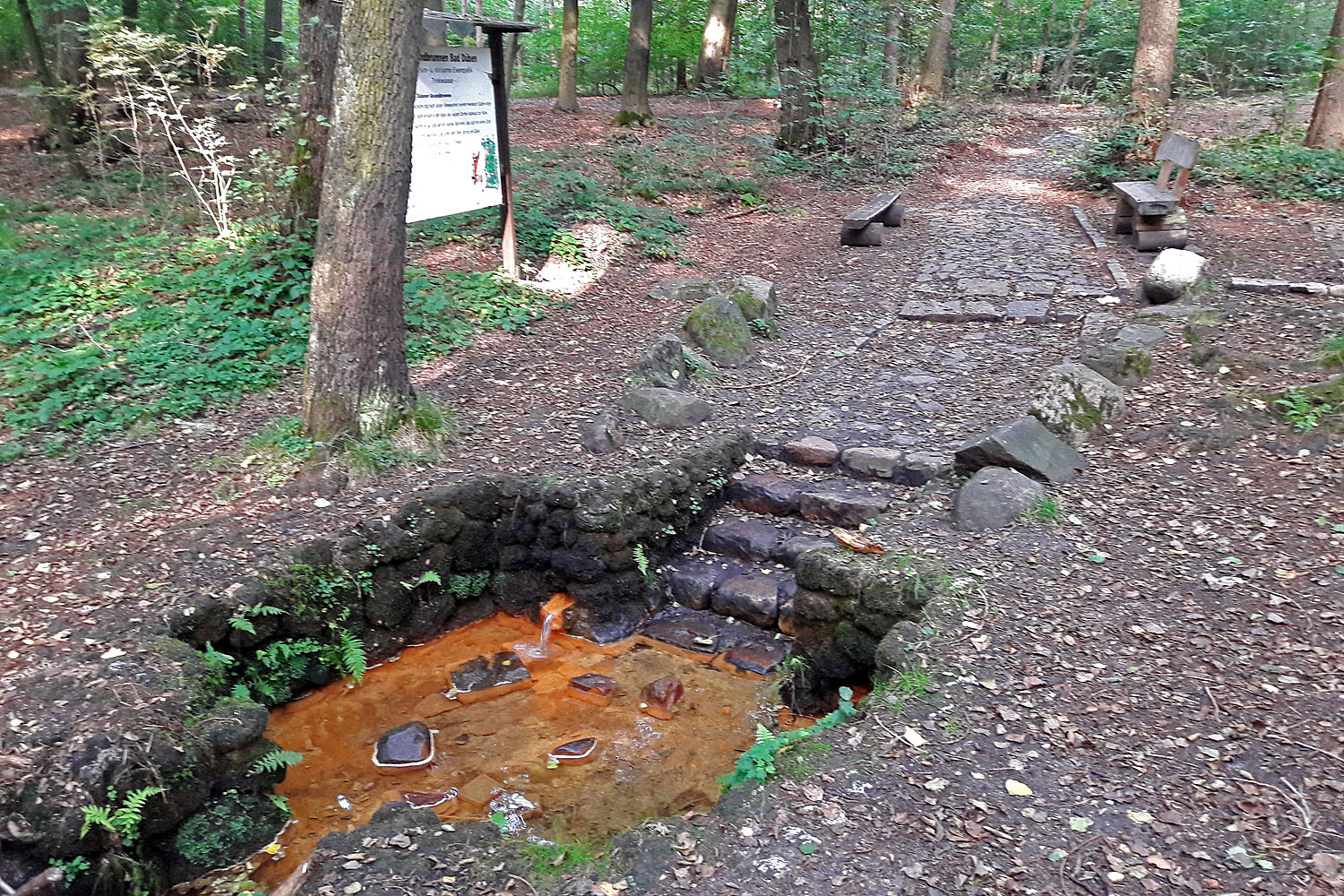
Gesundbrunnen (2017)
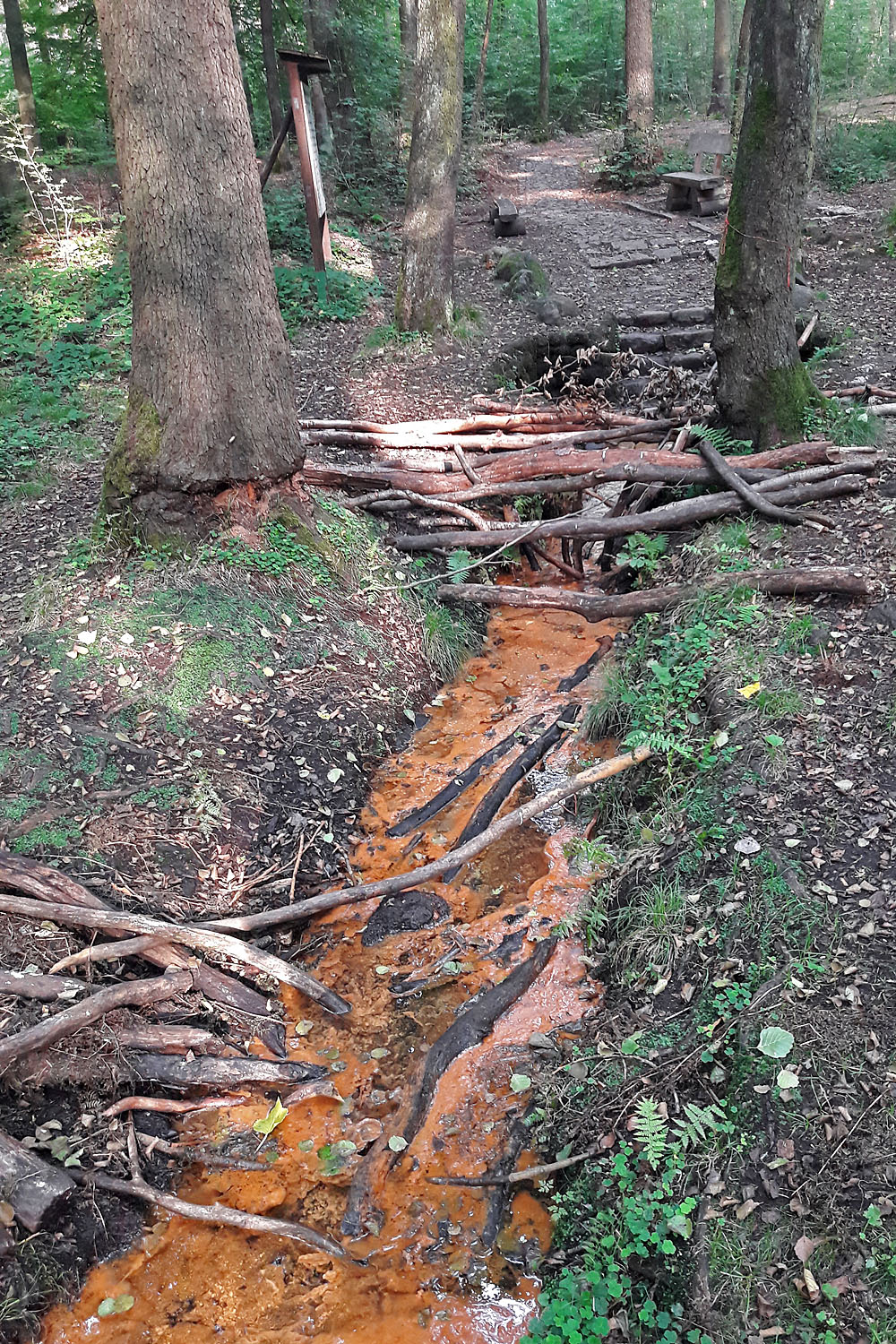
Bachlauf Nahe der Quelle (2017)
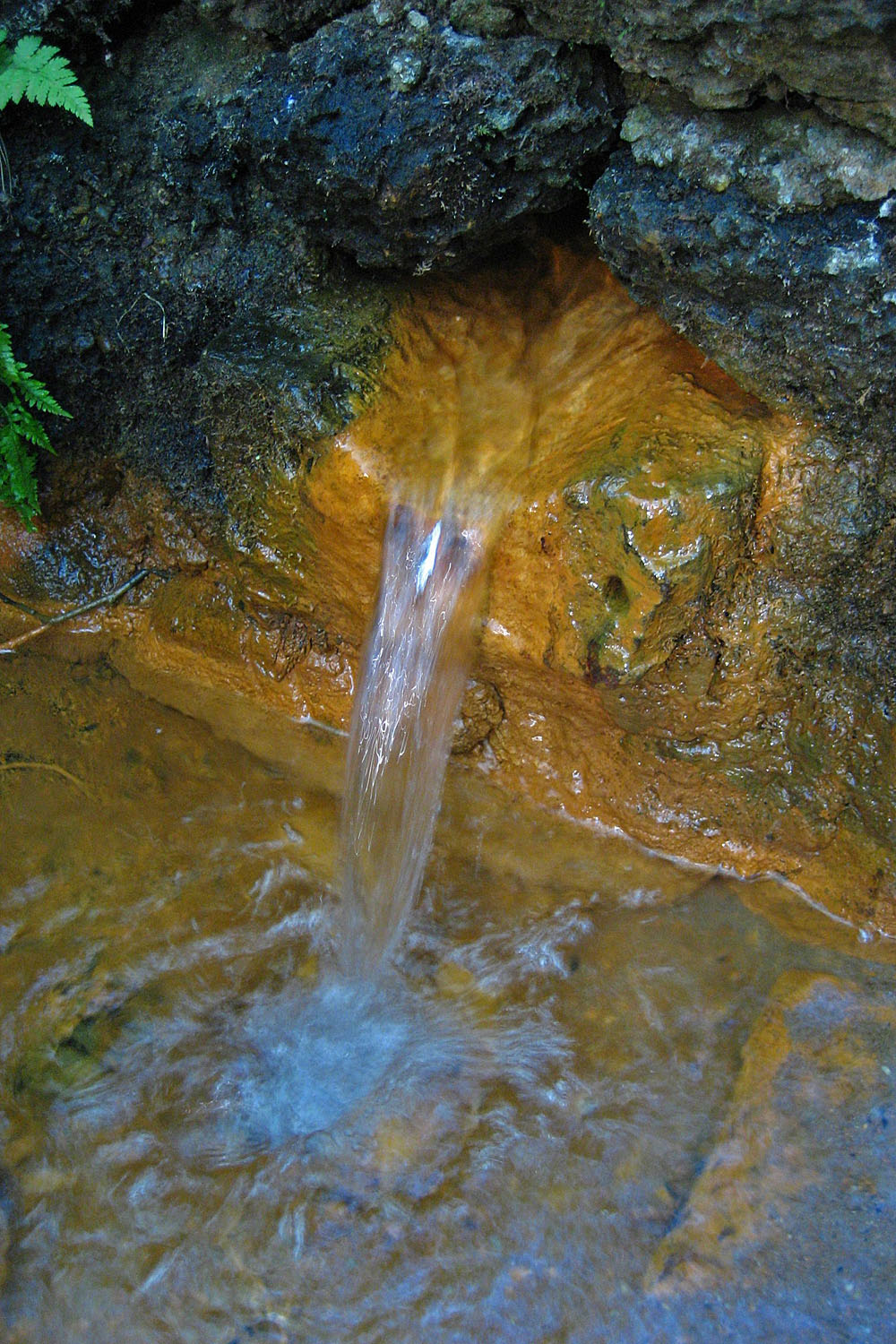
Quelle (2005)
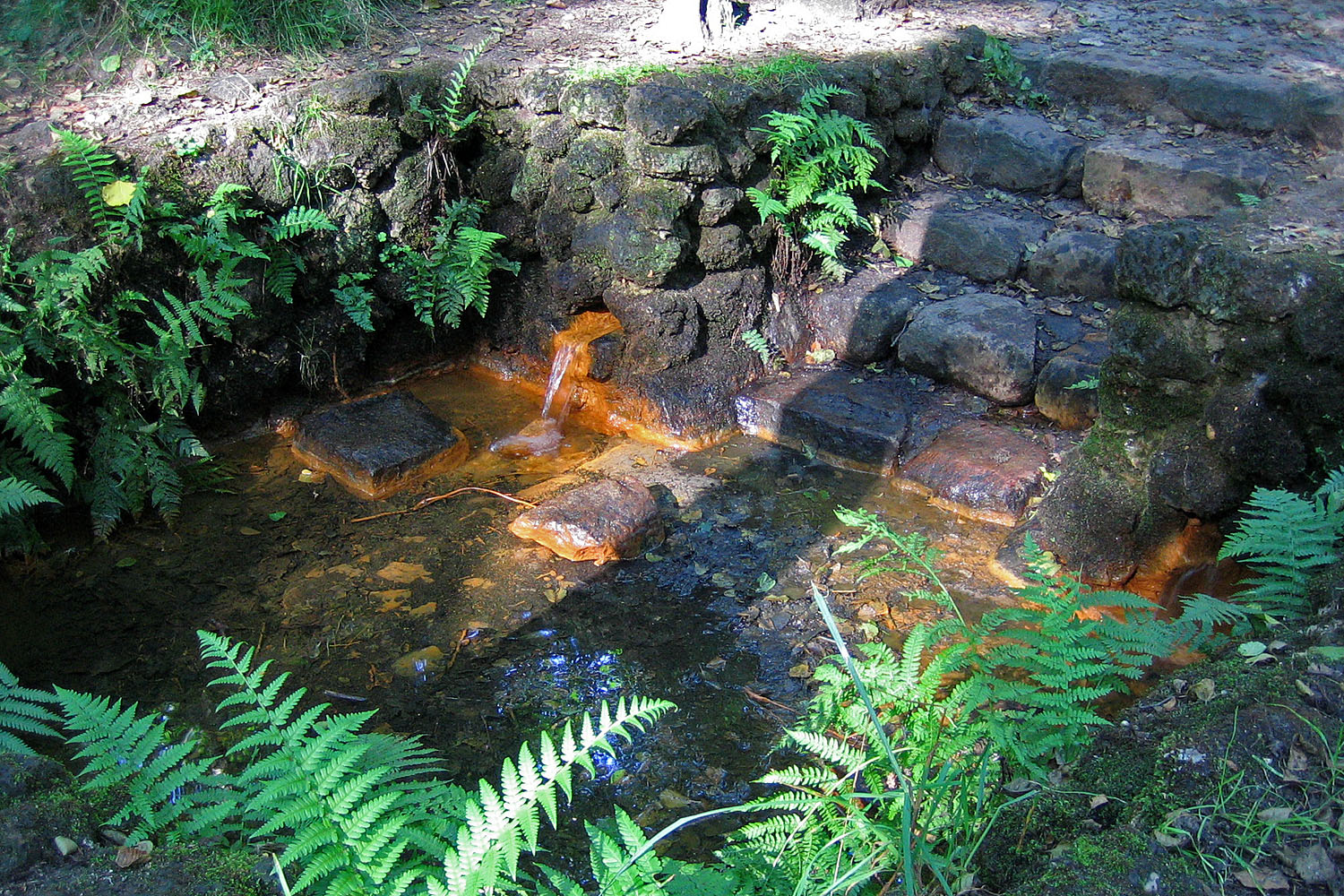
Gesundbrunnen (2005)